# Lucien (Mirbeau)
El pintor Lucien es uno de los dos personajes principales de la novela del escritor francés Octave Mirbeau, Dans le ciel (En el cielo) (1892-1893). Él es el amigo del segundo narrador, Georges, quien ha heredado del pintor su casa extraña, ubicada en la cima de un pico, en medio del cielo inmenso y angustioso. 

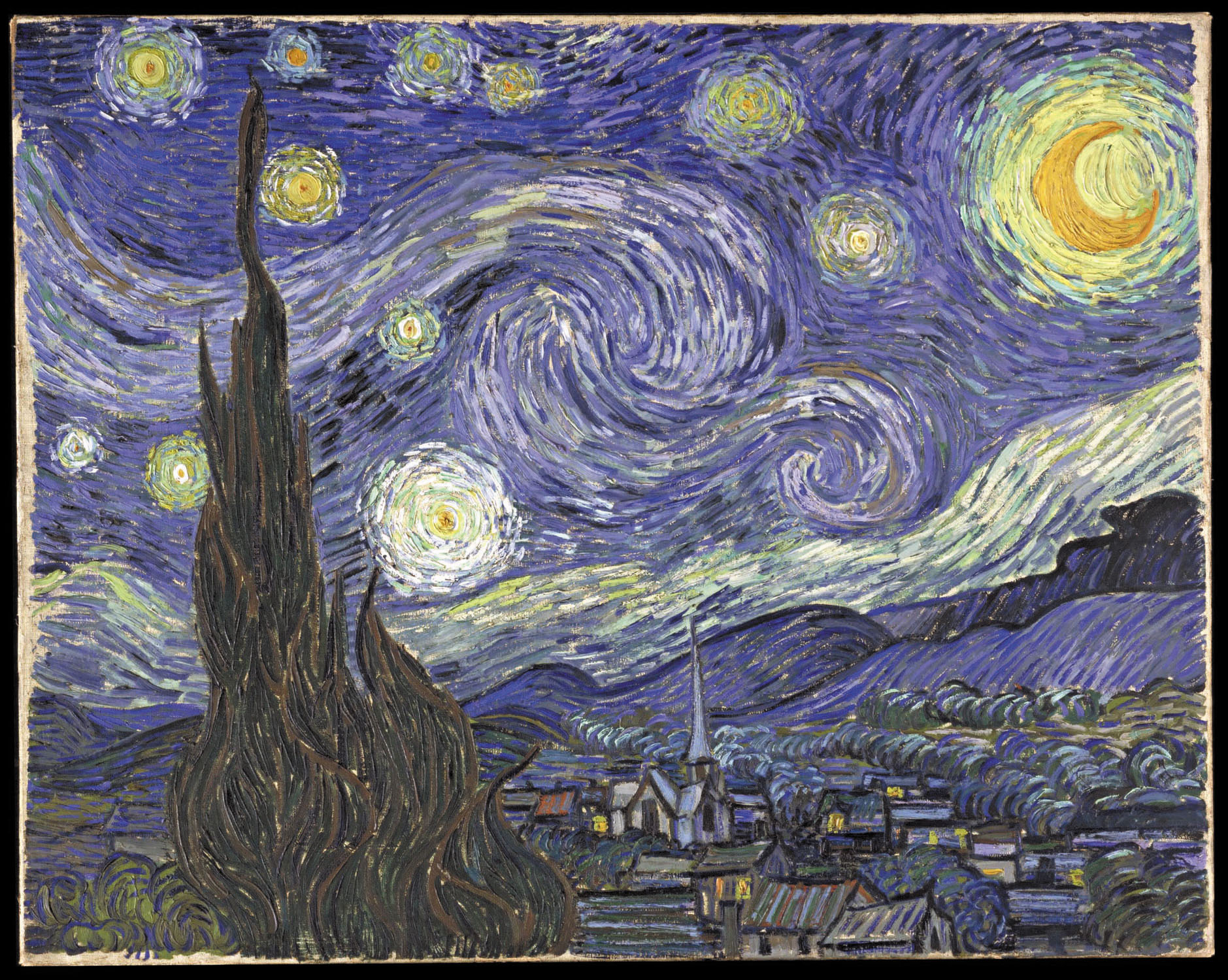
Vincent Van Gogh La noche estrellada, 1889 (Museo de Arte Moderno, Nueva York)

El personaje está claramente inspirado en la figura del pintor holandés Vincent Van Gogh, descubierto poco antes por el novelista, quien compró, en el año 1891, dos pinturas, Los Irises y  Los girasoles. En la novela, una pintura de Van Gogh es precisamente atribuida a Lucien: La noche estrellada. Sin embargo, el personaje de Lucien es totalmente ficticio: no se trata de un retrato fiel de un modelo.

## La tragedia del artista
Hijo de un carnicero, Lucien ha decidido ser un pintor, a pesar de la hostilidad de sus padres, como un desafío, a la manera del abate Julio en la novela L’Abbé Jules (El abate Julio, cuando decide ser sacerdote, « ¡Nombre de Dios! ». Pero, su estética se limita a una fórmula muy vaga: « Ver, oír, entender » ; sus ideas son confusas, y no es capaz de explicarlas con palabras ; su objetivo ideal es demasiado alto para él ; y la mano es incapaz de materializar el ideal vislumbrado. Además, al final de su evolución, Lucien se aleja de sus propios principios estéticos y se pierde en las fantasmagorías del Simbolismo y del Prerrafaelismo, combatido y ridiculizado por Mirbeau en su crítica de arte (vea sus Combats esthétiques). Al final, Lucien se suicida, cortándose la mano culpable de traicionar su ideal.
A través de este pintor en busca de un absoluto inaccesible, el novelista nos hace comprender la tragedia del artista exigente, quien rechaza la tradición académica y choca todos los prejuicios de las instituciones de arte y el misoneísmo de los políticos y del público.